# Leopold Baumhorn
Leopold Baumhorn, nebo Lipót Baumhorn (28. prosince 1860, Kisbér – 8. července 1932 tamtéž), byl maďarský židovský architekt známý hlavně jako projektant monumentálních secesních synagog v Rakousko-Uhersku.
Vzdělání ukončil na vídeňské umělecké univerzitě. V Maďarsku vystavěl 20 synagog. Jeho první stavbou byla ostřihomská synagoga (1888), další synagogy v Brašově (1901), Szegedu (1903), Szolnoku, Budapešti. Na Slovensku se architektonicky podílel na výstavbě synagogy v Lučenci (1924–25) a synagogy v Nitře postavené v maursko-byzantském stylu (1910–11) a na renovaci synagogy v Liptovském Mikuláši. V Novém Sadu navrhl stavbu synagogy a také Menratova paláce.